# Бегония пятнистая
Бегония пятнистая (лат. Begonia maculata) — вид растений рода Бегония (Begonia), семейства Бегониевые (Begoniaceae). Популярное комнатное растение.

## Название
Родовое латинское название Begonia дано в честь французского интенданта колоний и флота Мишеля Бегона (фр. Michel Bégon, 1638—1710). Русскоязычное название является транслитерацией латинского.
Видовой латинский эпитет maculata переводится как «пятнистый».

## Описание
Бегония пятнистая имеет зелёные продолговатые листья с серебристыми точками. Лист кособокий. Нижняя сторона листьев красно-фиолетовая. Поскольку вид обитает в условиях низкой освещённости, бегония адаптирована к этим условиям. Красный цвет нижней стороны листовой пластинки обусловлен наличием красных антоциановых пигментов в эпидермисе нижней стороны листа, которые отражают красную часть спектра, не усвоенную хлорофиллом, обратно в толщу листа. Это даёт палисадой паренхиме второй шанс усвоить свет.  

У растения белые или розовые цветки собраны в кисти с желтыми центрами на одном стебле. 

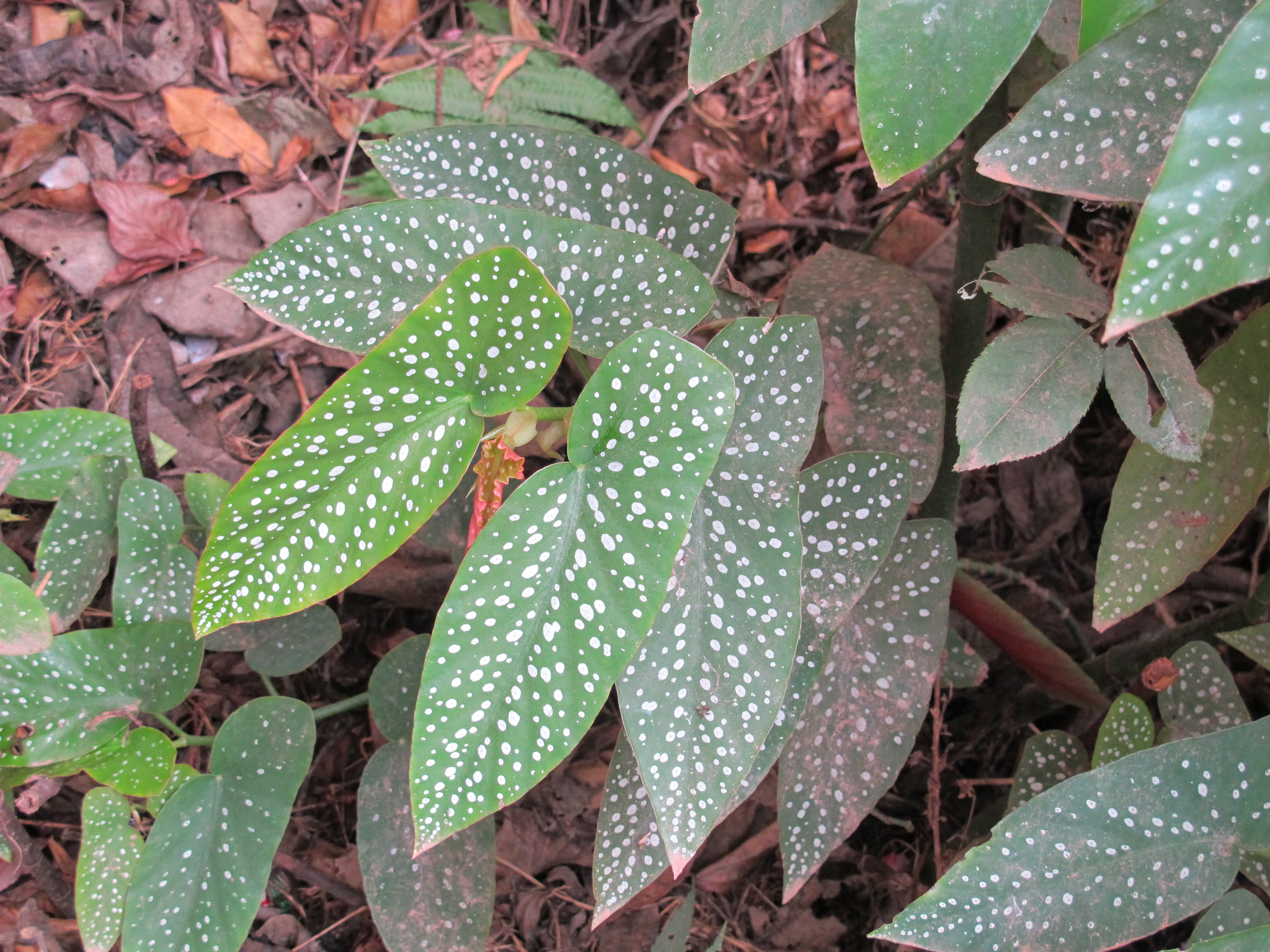
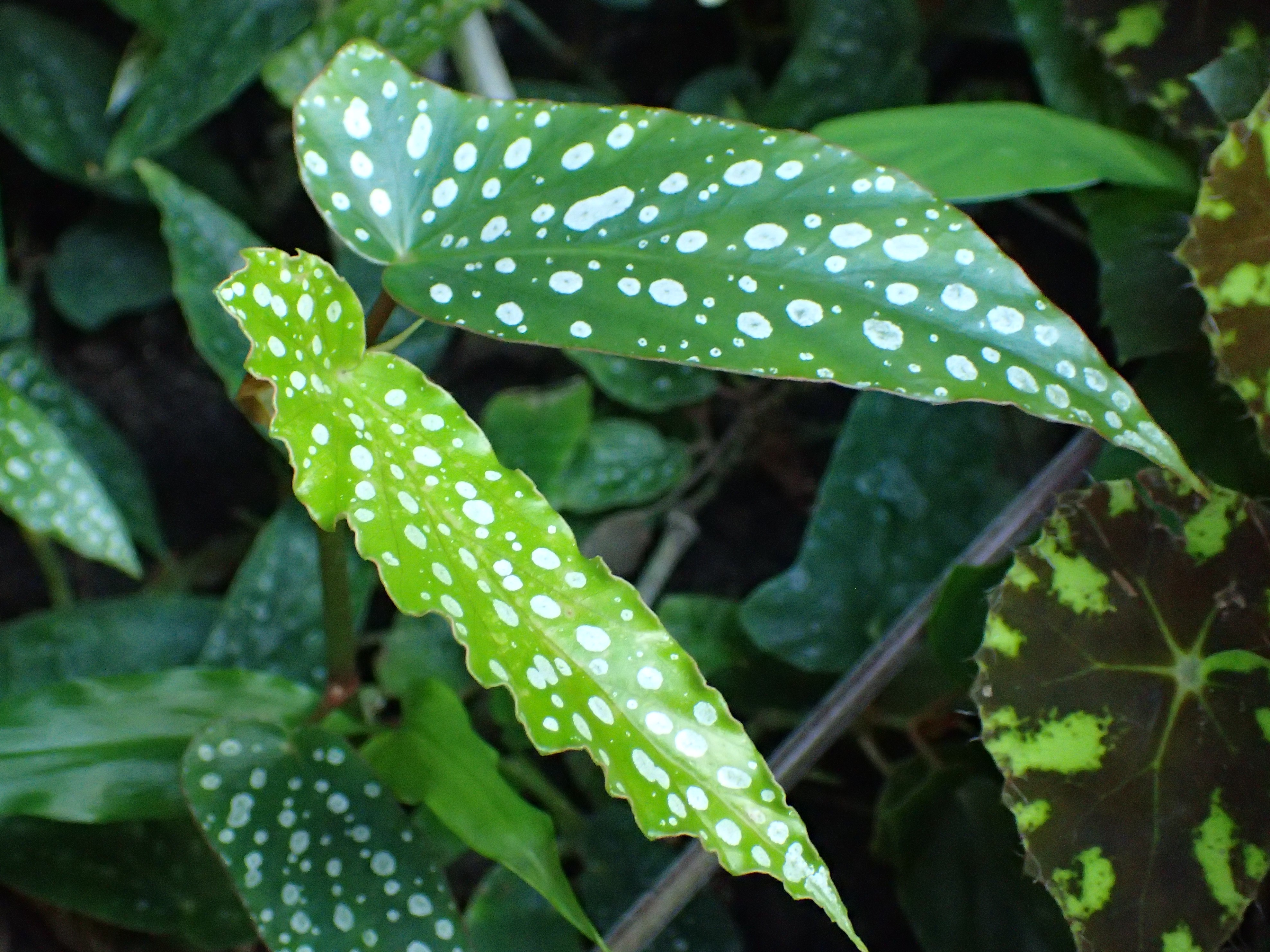
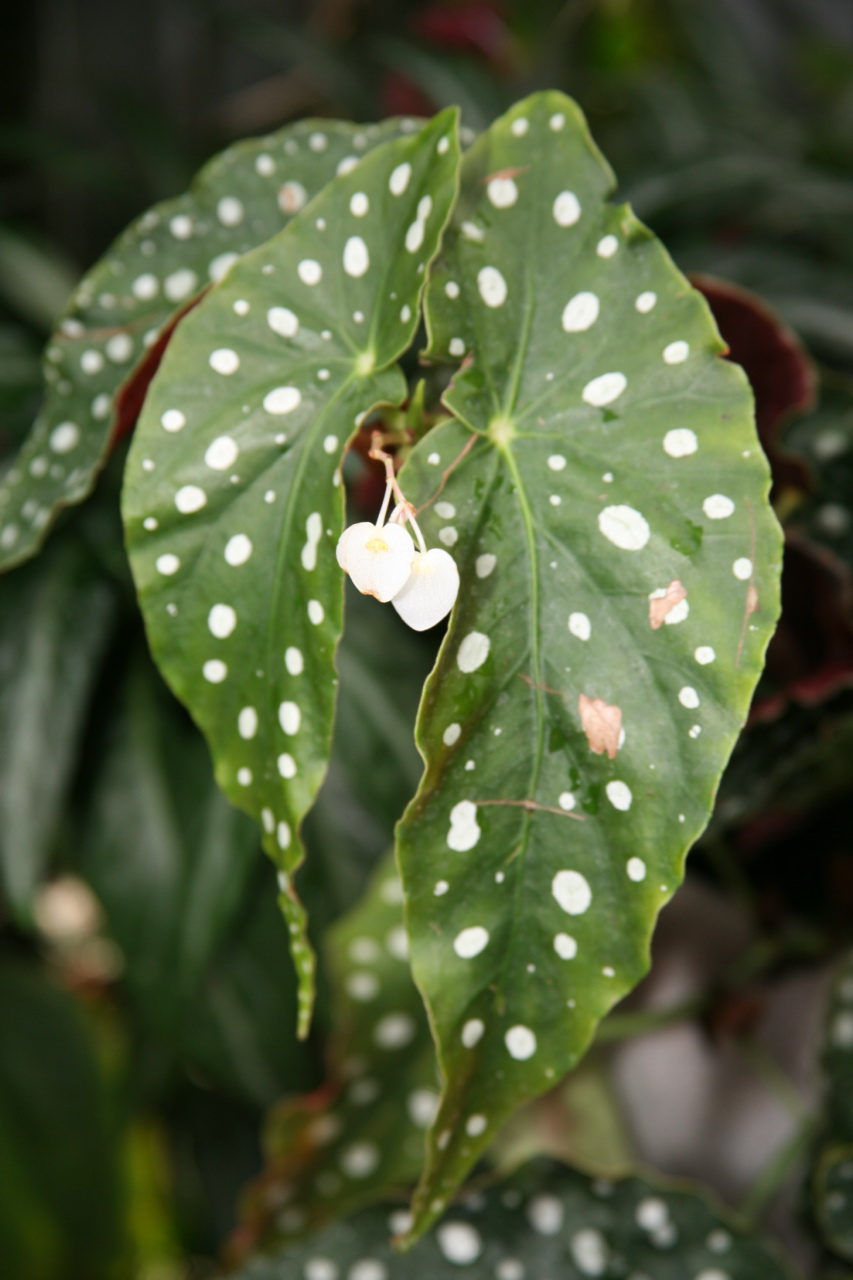
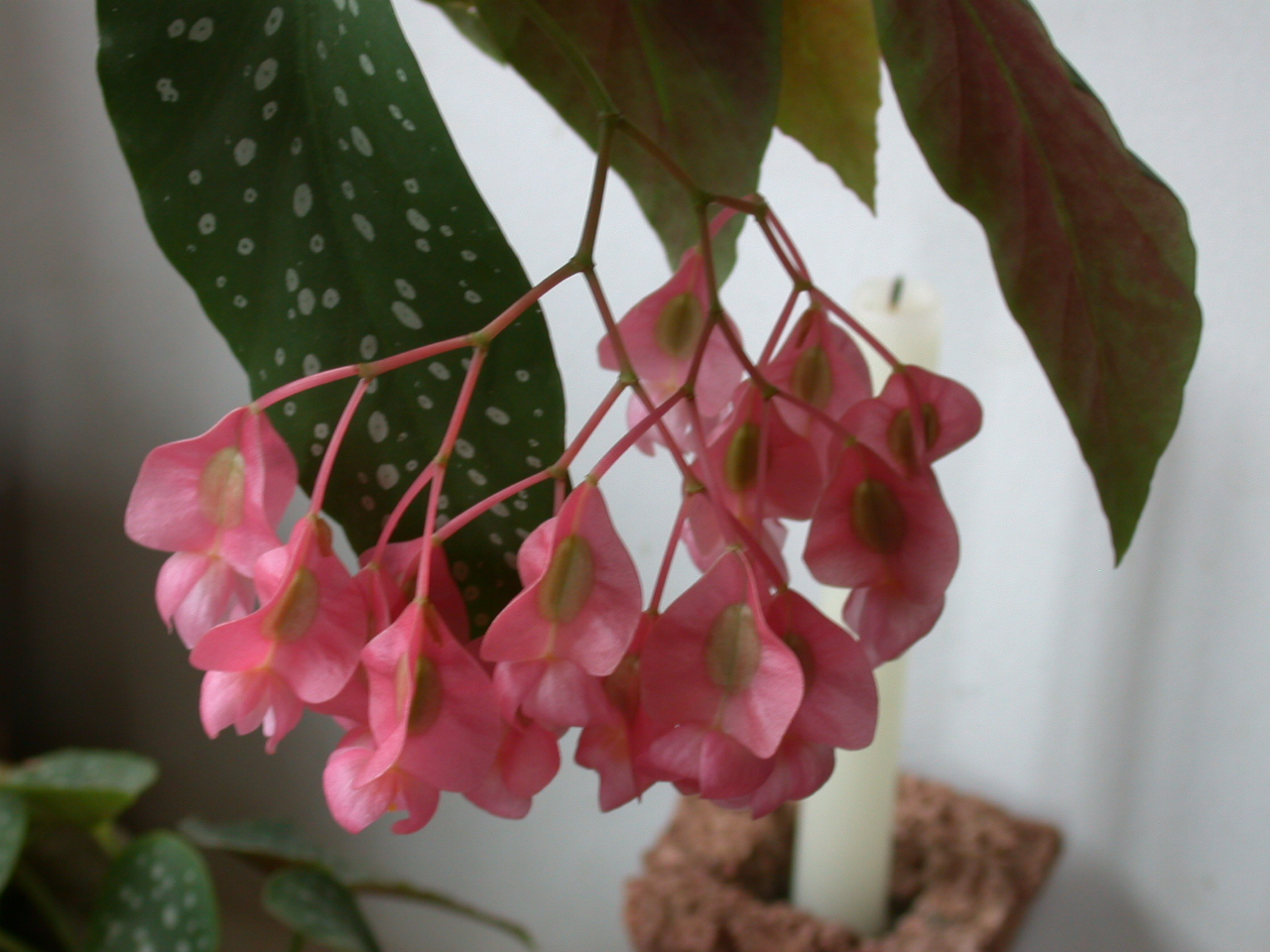
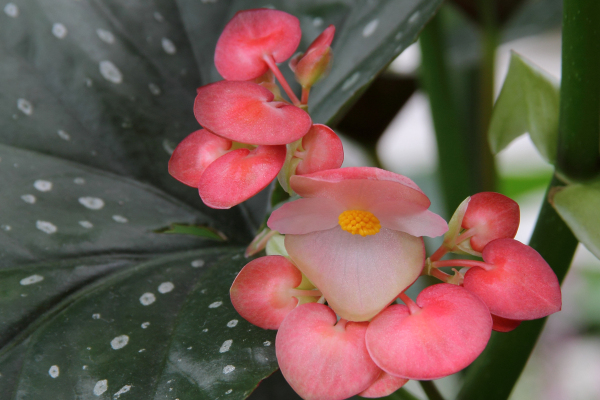

## Распространение
Аборигенный вид для Юго-Восточной части Бразилии. Растение произрастает в основном во влажных тропических биомах.

## Таксономия
Begonia maculata Raddi, первое упоминание в Alc. Sp. Rett. Piant. Bras.: 406 (1820).

### Синонимы
Гомотипные (основанные на одном и том же номенклатурном типе):
- Gaerdtia maculata (Raddi) Klotzsch, (1854)

Гетеротипные (основанные на разных номенклатурных типах):
- Begonia aculeata Walp. (1843)
- Begonia argyrostigma Fisch. ex Link & Otto (1821)
- Begonia argyrostigma gigantea Van Houtte (1878-1879 publ. 1878)
- Begonia corallina Carrière (1875)
- Begonia maculata var. argentea (Klotzsch) A.DC. (1861)
- Begonia maculata f. argentea (Klotzsch) Voss (1894)
- Begonia maculata var. elegantissima Fotsch (1933)
- Begonia maculata var. wightii Fotsch (1933)
- Begonia punctata Steud. (1840), not validly publ.
- Gaerdtia argentea Klotzsch (1854)

## Применение
Бегония пятнистая используется в качестве комнатного декоративного растения. Оно требует повышенной влажности по сравнению с комнатными условиями, что можно обеспечить опрыскиванием или содержанием во флорариуме. Для интенсивного роста и цветения требуется высокий уровень освещенности, но следует избегать падение прямых солнечных лучей, свет должен быть рассеянным. Может содержаться в полутени. Оптимальная температура окружающего воздуха 20–30 °C летом, и 15 °С зимой. 
Растение также используется в качестве лекарства. 